# 罗兰·洛泽特
罗兰·洛泽特（德語：Roland Losert，1945年1月6日—），奥地利男子击剑运动员。他曾获得1963年世界击剑锦标赛男子重剑个人冠军。他也参加了1964年、1968年和1972年三届夏季奥运会。

## 家庭
父亲约瑟夫·洛泽特（Josef Losert），妹妹英格丽德·洛泽特（Ingrid Losert），均为击剑运动员。